# Let Down
"Let Down" é uma canção da banda inglesa de rock Radiohead, incluída em seu terceiro álbum de estúdio, OK Computer (1997). Foi lançada como single promocional em setembro de 1997 e alcançou a posição 29 na parada estadunidense Modern Rock Tracks. Foi incluída em Radiohead: The Best Of (2008).

## Antecedentes e gravação
"Let Down" pretendia ser o primeiro single de OK Computer, mas "Paranoid Android" foi escolhido em seu lugar, que, junto com "Karma Police", solidificou a popularidade da banda. A faixa acabou não sendo lançada como single porque a banda ficou insatisfeita com o videoclipe que havia produzido e acabou perdendo dinheiro.
A música foi gravada no salão de baile da mansão St Catherine's Court. Thom Yorke aparentemente foi inspirado a escrever a música enquanto estava sentado em um bar, observando os clientes "agarrados a garrafas" e sentindo neles o "mais vazio dos sentimentos" (frases incluídas na canção), uma sensação de decepção.

## Performances ao vivo
A banda raramente tocou "Let Down" ao vivo. Após uma apresentação em 2006, a música não apareceu em nenhuma das setlists de shows da banda por dez anos, até que foi revivida na turnê de abertura de A Moon Shaped Pool. A gravação multipista usada na versão de estúdio torna a música difícil de recriar ao vivo, especialmente no que diz respeito à sobreposição de várias partes vocais simultâneas cantadas por Yorke. Quando foi tocada ao vivo, Yorke normalmente optou por pular o verso final e cantar a parte vocal de fundo que a acompanha.

## Influência ecovers
Em 2006, a música foi regravada pelos músicos de reggae Toots & the Maytals para o álbum de compilação da Easy Star All Stars Radiodread, uma reformulação completa de OK Computer nos estilos musicais ska, dub e reggae. Um cover igualmente melancólico da música é executado por Pedro the Lion em seu lançamento ao vivo de 2005 Tour E.P. O artista eletrônico Let Down Loser recebeu seu nome a partir dessa música.

## Lista de faixas
CD promocional
1. "Let Down" – 4:59
2. "Let Down (Edit)" – 4:27
3. "Karma Police" – 4:21

## Créditos
Radiohead
- Colin Greenwood
- Jonny Greenwood
- Ed O'Brien
- Philip Selway
- Thom Yorke

Créditos adicionais
- Stanley Donwood – ilustrações
- Nigel Godrich – produção, engenharia

## Paradas musicais
| Parada (1997)                                 | Posição de pico |
| --------------------------------------------- | --------------- |
| Estados Unidos (Billboard Modern Rock Tracks) | 29              |